# Liste des albums musicaux numéro un au Billboard 200 en 2000

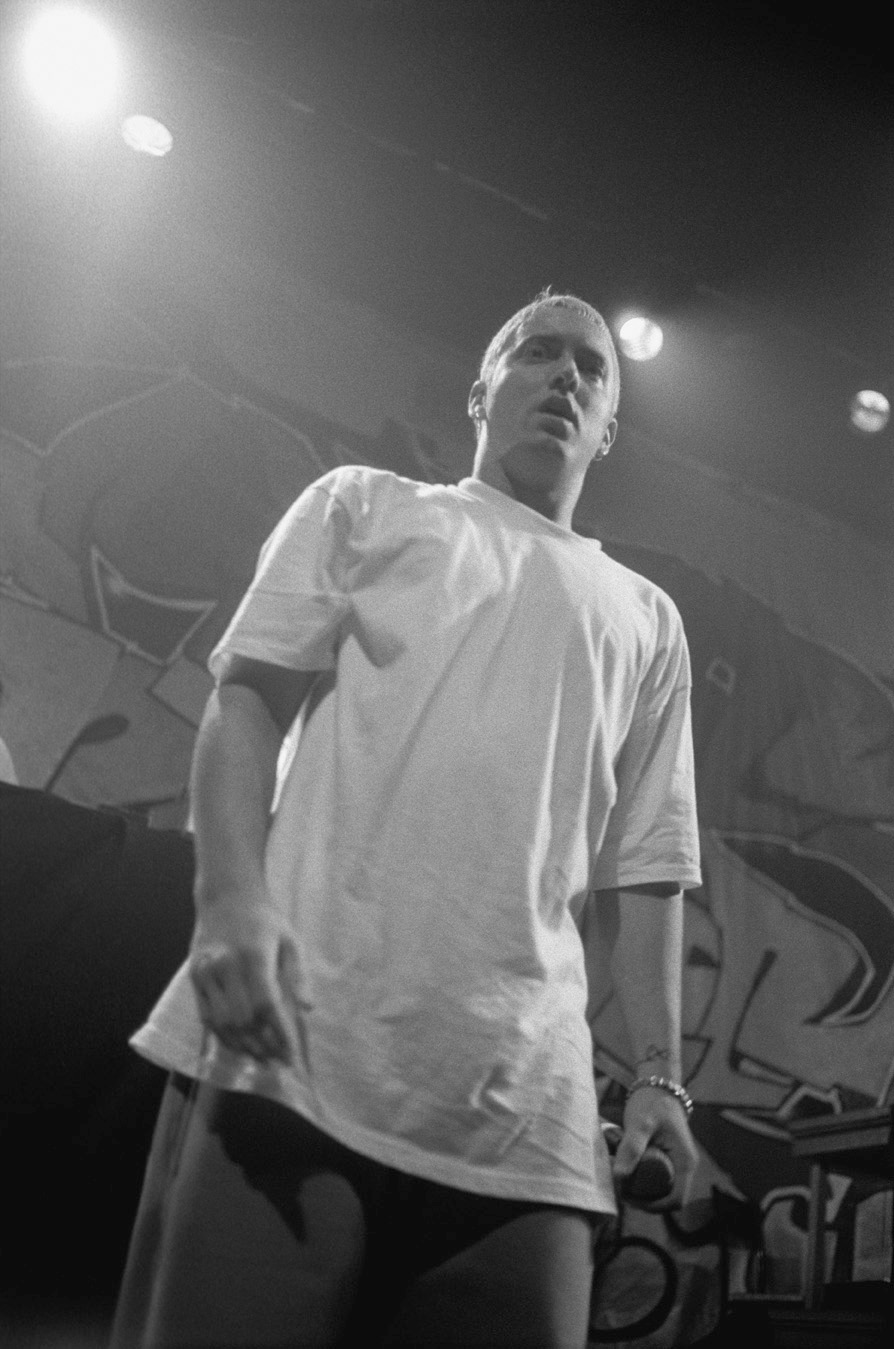
Eminem en Allemagne, 1999

Cette page présente les albums musicaux numéro 1 chaque semaine en 2000 au Billboard 200, le classement officiel des ventes d'albums aux États-Unis établi par le magazine Billboard. Les cinq meilleures ventes annuelles sont également listées.

## Classement hebdomadaire
| Date         | Artiste(s)                    | Titre                                             | Référence |
| ------------ | ----------------------------- | ------------------------------------------------- | --------- |
| 1er janvier  | Céline Dion                   | All The Way... A Decade of Song                   |           |
| 8 janvier    | DMX                           | ...And Then There Was X                           |           |
| 15 janvier   | Jay-Z                         | Vol. 3... Life and Times of S. Carter             |           |
| 22 janvier   | Santana                       | Supernatural                                      |           |
| 29 janvier   | Santana                       | Supernatural                                      |           |
| 5 février    | Santana                       | Supernatural                                      |           |
| 12 février   | D'Angelo                      | Voodoo                                            |           |
| 19 février   | D'Angelo                      | Voodoo                                            |           |
| 26 février   | Santana                       | Supernatural                                      |           |
| 4 mars       | Santana                       | Supernatural                                      |           |
| 11 mars      | Santana                       | Supernatural                                      |           |
| 18 mars      | Santana                       | Supernatural                                      |           |
| 25 mars      | Santana                       | Supernatural                                      |           |
| 1er avril    | Santana                       | Supernatural                                      |           |
| 8 avril      | NSYNC                         | No Strings Attached                               |           |
| 15 avril     | NSYNC                         | No Strings Attached                               |           |
| 22 avril     | NSYNC                         | No Strings Attached                               |           |
| 29 avril     | NSYNC                         | No Strings Attached                               |           |
| 6 mai        | NSYNC                         | No Strings Attached                               |           |
| 13 mai       | NSYNC                         | No Strings Attached                               |           |
| 20 mai       | NSYNC                         | No Strings Attached                               |           |
| 27 mai       | NSYNC                         | No Strings Attached                               |           |
| 3 juin       | Britney Spears                | Oops!... I Did It Again                           |           |
| 10 juin      | Eminem                        | The Marshall Mathers LP                           |           |
| 17 juin      | Eminem                        | The Marshall Mathers LP                           |           |
| 24 juin      | Eminem                        | The Marshall Mathers LP                           |           |
| 1er juillet  | Eminem                        | The Marshall Mathers LP                           |           |
| 8 juillet    | Eminem                        | The Marshall Mathers LP                           |           |
| 15 juillet   | Eminem                        | The Marshall Mathers LP                           |           |
| 22 juillet   | Eminem                        | The Marshall Mathers LP                           |           |
| 29 juillet   | Eminem                        | The Marshall Mathers LP                           |           |
| 5 août       | Divers artistes (compilation) | Now That's What I Call Music! 4                   |           |
| 12 août      | Divers artistes (compilation) | Now That's What I Call Music! 4                   |           |
| 19 août      | Divers artistes (compilation) | Now That's What I Call Music! 4                   |           |
| 26 août      | Nelly                         | Country Grammar                                   |           |
| 2 septembre  | Nelly                         | Country Grammar                                   |           |
| 9 septembre  | Nelly                         | Country Grammar                                   |           |
| 16 septembre | Nelly                         | Country Grammar                                   |           |
| 23 septembre | Nelly                         | Country Grammar                                   |           |
| 30 septembre | LL Cool J                     | GOAT                                              |           |
| 7 octobre    | Madonna                       | Music                                             |           |
| 14 octobre   | Mystikal                      | Let's Get Ready                                   |           |
| 21 octobre   | Radiohead                     | Kid A                                             |           |
| 28 octobre   | Ja Rule                       | Rule 3:36                                         |           |
| 4 novembre   | Limp Bizkit                   | Chocolate Starfish and the Hot Dog Flavored Water |           |
| 11 novembre  | Limp Bizkit                   | Chocolate Starfish and the Hot Dog Flavored Water |           |
| 18 novembre  | Jay-Z                         | The Dynasty: Roc La Familia                       |           |
| 25 novembre  | R.Kelly                       | TP-2.com                                          |           |
| 2 décembre   | The Beatles                   | 1                                                 |           |
| 9 décembre   | Backstreet Boys               | Black and Blue                                    |           |
| 16 décembre  | Backstreet Boys               | Black and Blue                                    |           |
| 23 décembre  | The Beatles                   | 1                                                 |           |
| 30 décembre  | The Beatles                   | 1                                                 |           |

## Classement annuel
Les 5 meilleures ventes d'albums de l'année aux États-Unis selon Billboard :
1. NSYNC - No Strings Attached
2. Santana - Supernatural
3. Eminem - The Marshall Mathers LP
4. Britney Spears - Oops!... I Dit It Again
5. Dr. Dre - 2001